# Іоніт (мінерал)
Іоніт — (рос. ионит; англ. ionite; нім. Ionit m) — мінерал.

## Загальний опис
1. лускуватий аноксит (каолініт з подвійними шарами кремнекисневих тетраедрів, SiO2:Al2O3 = 2-3) в іонійських пісковиках Каліфорнії (США);
2. органічний мінерал з групи вуглеводнів. Зустрічається у вигляді тонких прошарків у землистому бурому вугіллі з долини Джон (штат Каліфорнія, США).